# Horno de aludeles de Almadén
El horno de aludeles u horno de Bustamante es una construcción localizada en el denominado «Cerro de Buitrones» de la localidad española de Almadén, reconocida como Bien de Interés Cultural desde el 23 de junio de 1992. Era empleado en la obtención de mercurio y es un ejemplo de arquitectura industrial. El de Almadén está conformado en realidad por dos hornos contiguos y estuvo operativo entre 1720 y 1928.

## Diseño y funcionamiento

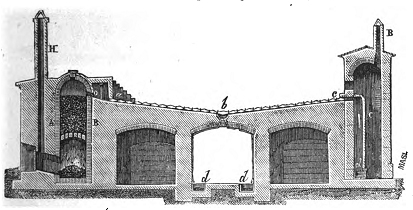
Esquema de un horno de aludeles.

Este tipo de hornos fueron inventados por Lope Saavedra Barba en 1633 en la mina peruana de Huancavelica e instalados en las minas de Almadén por Juan Alonso de Bustamante, hacia 1646. Aparece recogido en el Tratado de química inorgánica teórico y práctico aplicada á la medicina y especialmente á la farmacia de 1869 de Rafael Saez y Palacios, que los describía como hornos circulares, con dos rejillas formadas con ladrillos, las cuales estaban a cierta distancia la una de la otra. La rejilla inferior servía para quemar sobre ella el combustible, y la superior, para mantener la carga del mineral. En la parte superior del horno, la bóveda, se hallaban las aberturas, que se comunicaban con dos hileras de aludeles —caños de barro cocido— que tenían por objeto condensar el vapor del mercurio y que terminaban en las cámaras de condensación. Estas cámaras tenían una portezuela por la cual se entraba a recoger el mercurio, cerrada y enlodada durante la operación. El ingeniero Betancourt habla en sus memorias (1783) sobre que los hornos de Bustamante introducidos en la ciudad de Idria (Eslovenia) sufrieron ciertas modificaciones en estas cámaras que recibían los gases que contenían azufre, antes de salir éstos al exterior a través de las chimeneas; consistía en forzar la marcha de estos gases mediante una trayectoria descendente y hacerlos pasar por agua para terminar de condensar el mercurio que no lo hubiera hecho antes en su trayecto por el sistema de condensación formado por las tuberías de aludes (ver esquema de un horno de aludeles), mejora que se practicó más tarde en Almadén en algunos de los hornos, pero volvieron a su sistema inicial, finalmente. Desde el hogar partía un conducto vertical que servía de chimenea.
El horno de Bustamante, de una altura de 15 pies y 4 de diámetro, se cargaba del modo siguiente: en la parte inferior del horno se ponía el mineral grueso y pobre, que en Almadén se llamaba «solera», y sobre él se colocaba el mineral rico, el cinabrio, y sobre este segundo una especie de ladrillos formados con el mineral menudo, el hollín de los aludeles y arcilla. El horno se calentaba con leñas delgadas, que daban una llama abundante; la operación duraba quince horas, y el enfriamiento tres días. Cada horno suministraba en una sola operación de 25 a 30 quintales de mercurio, alguna vez se llegaba incluso a 60 quintales. Después de recoger el mercurio depositado en los aludeles y las cámaras de condensación, se le separaba del hollín y era envasado en frascos de hierro forjado, con una capacidad de un quintal, que se cerraban con un tapón de hierro sujetado a rosca.